# 新娘嫁到
《新娘嫁到》，2016年台灣偶像劇連續劇，本劇由梁修身擔任製作人和導演，由雷洪、海倫清桃、韓宜邦、唐美雲、傅子純、張景嵐領銜主演。2015年1月4日開拍，民視於2016年1月10日晚上10點首播，民視於2016年4月10日播出最終回，全劇共13集。接檔《星座愛情魔羯女》。
 本劇獲得中華民國文化部、內政部移民署獎勵。金鐘影帝梁修身是台灣導演中最關注新住民議題的導演之一，籌拍3年。

## 故事大綱
《新娘嫁到》是描述新住民媳婦如何融入台灣這片土地的連續劇。劇情細膩刻劃來自不同國籍的新住民姐妹，隻身飄洋過海嫁到台灣後，一切必須從零開始，如何從隔閡、適應到落地生根，如何層層克服語言、生活習慣等文化上的差異，以及她們和在地配偶所孕育的新台灣之子，所衍生的種種發人省思的人生課題。

## 簡介

### 第一單元
18歲的秀珠從越南遠嫁到台灣，和丈夫俊雄以及兒子志和過著雖不富裕但尚能溫飽的生活。但俊雄因為一場車禍意外而導致半身癱瘓，家計重擔和龐大負債全落在秀珠一人身上，她將如何撐過這些難關呢?
而微笑協會李姐和家豪又會如何從旁提供協助呢?

### 第二單元
秋香在一名重度自閉症患者的母親的安排下從越南遠嫁到台灣，但下嫁丈夫忠義多年後，忠義的母親依然不當秋香是自己的家人，並認定終有一天，秋香會摒棄她兒子。這個家會團結起來呢？

## 播出時間

### 首播
| 頻道                                | 所在地   | 播映日期      | 播出時間              |
| ----------------------------------- | -------- | ------------- | --------------------- |
| 民視無線台                          | 臺灣     | 2016年1月10日 | 每週日 22:00-23:30    |
| WINHD戲劇台                         | 臺灣     | 2016年1月10日 | 每週日 22:00-23:30    |
| 民視四季台                          | 臺灣     | 2016年1月15日 | 每週五 19:30-21:00    |
| LiTV線上影視 （页面存档备份，存于） | 臺灣     | 2016年1月12日 | 每週二 12:00 更新集數 |
| Astro歡喜台 Astro歡喜台HD           | 马来西亚 | 2016年7月23日 | 每週六16:30-18:00     |

### 重播
| 頻道        | 所在地 | 播映日期      | 播出時間           |
| ----------- | ------ | ------------- | ------------------ |
| 民視無線台  | 臺灣   | 2016年1月28日 | 每週四 22:30-24:00 |
| WINHD戲劇台 | 臺灣   | 2016年1月17日 | 每週日 10:00-11:30 |

## 演員陣容

### 主要角色
| 演員   | 角色   | 介紹 | 登場集數 |
| 唐美雲 | 李蜜   | 大約50歲，微笑協會理事長。在基金會幫助其他外籍新娘適應台灣生活，為人熱心和善，大家都親切的叫她『李姐』。           | 全劇     |
| 韓宜邦 | 吳家豪 | 社工系畢業，社工系畢業的他在微笑協會工作，是微笑協會裡事。希望能藉此工作機會找尋自己的生母，與李蜜的感情宛若母子。 | 2-13     |

#### 第一單元
| 演員     | 角色     | 介紹 | 登場集數 |
| 雷洪     | 蘇俊雄   | 在朋友建議下，隻身前往越南娶外籍配偶秀珠。是個疼老婆愛家的大卡車司機，未料一場車禍意外使得俊雄半身癱瘓，所有家計全部落在妻子秀珠身上，幸好有好友鴻明從旁幫助，以及新住民微笑協會的協助才能度過難關。 | 1-6      |
| 海倫清桃 | 黎氏秀珠 | 18歲時，從貧窮的越南鄉嫁到台灣。丈夫雖然收入不豐，但是踏實努力且顧家，對秀珠極盡疼愛，令她在生活上也極度依賴丈夫，最後因為丈夫發生車禍而想盡辦法維持家計。最後開了一家越南餐廳。                     | 1-6      |
| 傅子純   | 陳鴻明   | 俊雄的同事，健談、風趣，跟俊雄是忘年之交，兄弟倆總有說不完的話題。與宋小萍是論及婚嫁的情侶。 | 1-6      |
| 張景嵐   | 宋小萍   | 是鴻明交往多年的女友，與鴻明同在貨運公司任職，負責行政職務。個性精明幹練、公私分明，但因為鴻明在秀珠的生活出現問題時多次出手相助而產生妒忌，並與鴻明分手，但最後復合。                               | 1-6      |
| 古理德   | 蘇志和   | 俊雄與秀珠的兒子，是新台灣之子，成長過程在學校受盡歧視和霸凌。 | 1-6      |
| 劉羽謙   | 阿年     | 中輟生，媽媽也是越南外配。常與同伴聚集在撞球場，靠圍事、偷竊、搶劫維生。 | 2-6      |

#### 第二單元
| 演員     | 角色     | 介紹 | 登場集數 |
| 張瓊姿   | 邱林桂花 | 忠義的媽媽，個性精明能幹，對金錢錙銖必較。對兒子忠義和孫子阿寶極其照顧，唯獨對秋香存有偏見，怕她隨時會拋家回去越南。                       | 6-13     |
| 楊子儀   | 邱忠義   | 重度自閉症患者，由於生活無法自理，媽媽安排他娶越南新娘。對數獨有特殊天賦。                                                                 | 6-13     |
| 阮氏翠恆 | 黃氏秋香 | 越南媳婦，老公邱忠義是重度自閉症患者。 | 6-13     |
| 陳彥豪   | 邱阿寶   | 秋香與忠義的兒子(小孩) | 6-13     |
| 吳皓昇   | 林漢傑   | 焦美的老公，無奈屢屢投資失利、被騙，不只把房子、車子都賣了，甚至欠地下錢莊巨額債款，最後只能投靠姐姐桂花幫忙善後。                         | 6-13     |
| 楊羽霓   | 焦美     | 漢傑的老婆，來自南京，家中獨生女。和漢傑生意屢屢失敗，不斷被地下錢莊追債，只能寄宿於桂花家，但多次在桂花家裡挑撥離間，破壞別人的家庭關係。 | 6-13     |

### 特別客串
| 演員   | 角色     | 介紹                                               | 登場集數 |
| 白明華 | 嬸婆     | 俊雄的嬸婆                                         | 1        |
| 謝其文 | 親戚     | 蘇俊雄的遠親                                       | 1        |
| 蔡阿炮 | 阿義     | 秀珠短暫打工的菜販老闆，對秀珠極為幫助             | 1-5      |
| 陳秋貞 | 桃紅     | 越南河內人，嫁來台灣，賣豬肉的攤販，對秀珠極為幫助 | 1-5      |
| 王中皇 | 總經理   | 車行總經理，蘇俊雄等人的上司                       | 2        |
| 羅時豐 | 訓導主任 | 蘇志和學校訓導主任                                 | 2,4      |
| 高慧君 | 班導師   | 蘇志和班導師                                       | 2,4      |
| 顏曉筠 | 友人     | 宋小萍的朋友                                       | 2        |
| 柯淑勤 | 老闆     | 秀珠打工的卡拉OK店老闆                             | 5        |
| 胡鴻達 | 陳桑     | 卡拉OK店的常客，喜歡秀珠，想要包養秀珠             | 5        |
| 童毅軍 | 陳桑     | 彩券行常客，看不起忠義                             | 6        |
| 陳慕義 | 雄哥     | 地下錢莊的大哥                                     | 6        |
| 詹智堯 | 職棒球星 | 阿寶的教練                                         | 8        |
| 李又汝 | 秘書     | 秘書                                               | 10       |
| 孟庭麗 | 負責人   | 漢傑公司負責人                                     | 12       |

## 電視劇歌曲
| 曲別   | 歌名                         | 演唱者              | 作詞                       | 作曲                |
| 片頭曲 | 初衷                         | 璽恩                | 陸醒華                     | 陸醒華              |
| 片尾曲 | 女人親像一蕊花               | 董育君              | 竹間也                     | 江志豐              |
| 片尾曲 | 出賣心肝                     | 董育君              | 林宗宏                     | 林宜清              |
| 插曲   | Một Lần Cuối Thôi (最後一次) | Hồ Ngọc Hà (胡玉荷) | Nguyễn Hồng Thuận (阮洪順) | Hồ Ngọc Hà (胡玉荷) |

## 收視率

### 民視
| 日期                                                               | 集數       | 收視率 | 收視排名 | 備註               |
| ------------------------------------------------------------------ | ---------- | ------ | -------- | ------------------ |
| 2016年1月10日                                                      | 1          | 2.01   | 2        | 每週日晚上10點首播 |
| 2016年1月17日                                                      | 2          | 1.46   | 3        |                    |
| 2016年1月24日                                                      | 3          | 1.23   | 3        |                    |
| 2016年1月31日                                                      | 4          | 1.41   | 3        |                    |
| 2016年2月7日，因播出除夕夜特別節目"民視第一發發發"，故暫停播出一次 |            |        |          |                    |
| 2016年2月14日                                                      | 5          | 0.96   | 3        |                    |
| 2016年2月21日                                                      | 6          | 1.23   | 2        | 第一單元 最終回    |
| 2016年2月28日                                                      | 7          | 1.03   | 3        |                    |
| 2016年3月6日                                                       | 8          | 0.98   | 3        |                    |
| 2016年3月13日                                                      | 9          | 1.17   | 2        |                    |
| 2016年3月20日                                                      | 10         | 1.23   | 2        |                    |
| 2016年3月27日                                                      | 11         | 1.34   | 2        |                    |
| 2016年4月3日                                                       | 12         | 1.17   | 2        |                    |
| 2016年4月10日                                                      | 13         | 1.37   | 2        | 第二單元 最終回    |
| 平均收視率                                                         | 平均收視率 | 1.28   |          |                    |

- 同時段偶像劇：台視《愛上哥們》/《後菜鳥的燦爛時代》、中視《必娶女人》/《聶小倩》、三立都會台《舞吧舞吧在一起》、東森綜合台《我的30定律》/《我和我的十七歲》
- 由AGB尼爾森調查，調查範圍是四歲以上收看電視之觀眾。

## 拍攝場景
- 台北市士林區社子國民小學
- 南強工商
- 新店區安康森林公園
- 宜蘭縣五結鄉協福186田園民宿
- 土城區金城路道路拍攝及警車支援
- 台中國際機場
- 羅東林業文化園區

## 製作團隊
- 製作人：梁修身
- 監製：賴乃綺、謝宗臣、黃軒蕙
- 編劇：黃雨佳
- 導演：梁修身
- 攝影師：杜建宏
- 製作公司：三群製作事業有限公司
- 協助拍攝：新北市協拍中心
- 冠名贊助單位：COTTON USA美國棉

## 獎項紀錄

### 電視金鐘獎
| 年份 | 獲提名   | 獎項               | 結果 |
| ---- | -------- | ------------------ | ---- |
| 2016 | 阮氏翠恆 | 戲劇節目新進演員獎 | 提名 |

## 外部連結
- 官方网站－民視
- 新娘嫁到的Facebook專頁
- 官方网站－LiTV線上影視

## 電視節目的變遷
| 中華民國 民視無線台 每週日 22:00 - 23:30                 | 中華民國 民視無線台 每週日 22:00 - 23:30          | 中華民國 民視無線台 每週日 22:00 - 23:30          |
| -------------------------------------------------------- | ------------------------------------------------- | ------------------------------------------------- |
|                                                          | 新娘嫁到 （2016年1月10日－2016年4月10日）         |                                                   |
| 星座愛情魔羯女 （2015年11月15日－2016年1月3日）          | 阿不拉的三個女人 （2016年4月17日－2017年1月15日） |                                                   |
| 中華民國 WINHD戲劇台 每週日 22:00 - 23:30                |                                                   |                                                   |
| 星座愛情魔羯女 （2015年11月15日－2016年1月3日）          | 新娘嫁到 （2016年1月10日－2016年4月10日）         | 阿不拉的三個女人 （2016年4月17日－2017年1月15日） |
| 中華民國 WINHD綜合台 每週六 22:00 - 24:00                |                                                   |                                                   |
| 遺忘 （2016年6月25日）                                   | 新娘嫁到 （2016年7月2日－2016年9月3日）           | 珍珠人生 （2016年9月10日－2016年 月 日）          |
| 马来西亚 Astro歡喜台、Astro歡喜台HD 每週六 16:30 - 18:00 |                                                   |                                                   |
| 重播综艺时段                                             | 新娘嫁到 （2016年7月23日－2016年10月15日）        | 阿不拉的三個女人 （2016年10月22日－2017年9月9日） |